# Berg (commune de Gävle)
Pour les articles homonymes, voir Berg.
Berg est une localité de Suède dans la commune de Gävle située dans le comté de Gävleborg.
Sa population était de 302 habitants en 2019.